# Prism (album de Faylan)
Pour les articles homonymes, voir Prism.
Albums de Faylan
Alive
(2011) -Zero Hearts-
(2015)
Singles
Prism est le 3e album de Faylan, sorti sous le label Lantis le 20 mars 2013 au Japon. Il arrive 39e à l'Oricon et reste classé 2 semaines.

## Présentation
Il contient ses quatre derniers singles, Blood teller, Dead END / Soukyuu no Hikari, White justice et Realization. Il sort en format CD.

## Liste des titres
| 1.  | Prism flower                        |  |
| 2.  | Blood teller                        |  |
| 3.  | Soukyuu no Hikari (蒼穹の光)        |  |
| 4.  | RED love                            |  |
| 5.  | crime of love                       |  |
| 6.  | White justice                       |  |
| 7.  | Happy End (HAPPY END)               |  |
| 8.  | moment                              |  |
| 9.  | Sousei no Thanatos (創世のタナトス) |  |
| 10. | Realization                         |  |
| 11. | Dead END                            |  |
| 12. | RED decision                        |  |
| 13. | promise you...                      |  |